# 모토로라 디파이+
모토로라 디파이+(Motorola Defy+) 또는 모토로라 디파이 플러스(Motorola Defy Plus)는 모토로라 모빌리티에서 제조/판매하는 안드로이드 스마트폰이다.

## 제품명
본 제품은 미국에서 출시된 보급형 모델이다. 따라서 보급형 스마트폰의 스펙을 탑재하고 출시된다.

## 이전 모델에 비해 달라진 점
- 배터리 용량이 1700 mAh로 늘어났다. (이전 모델은 1540 mAh)
- CPU의 클럭이 1 GHz로 증가했다. (이전 모델은 800 Mhz)
- 안드로이드 2.3 진저브레드를 탑재하였다.
- 방수 성능이 국제 방수표준규격인 IP67을 사용하였다. (1m 수심에서 30분 이상 방수)

## 같이 보기
- 모토로라 디파이